# Enrique J. Abad
Enrique Juan Abad Hidalgo es un historietista español, activo entre finales de los sesenta y principios de los setenta del siglo pasado.

## Biografía
A partir de 1969 y en 1970, Enric J. Abad trabajó en el tebeo "Strong", donde dibujo las series Los Cronos y Pulso histórico, para terminar su carrera ese último año con Ésta es su tira, realizada para "El Correo Catalán".

## Obra
| Años | Título          | Guionista                          | Tipo  | Publicación       |
| ---- | --------------- | ---------------------------------- | ----- | ----------------- |
| 1969 | Los Cronos      | Ray Ferrer                         | Serie | Strong            |
| 1970 | Pulso histórico | Estalló, Juan Potau, Miguel Agustí | Serie | Strong            |
| 1970 | Ésta es su tira | Ángel Casas                        | Serie | El Correo Catalán |